# Božena Němcová
Božena Němcová, född 1820, död 1862, var en tjeckisk författare, som anses vara grundaren av tjeckisk modern prosa. Hon bidrog också till att tjeckisk prosa fick ett mer vardagligt språk. Hennes mest uppmärksammade verk är Babička, "Mormodern", som gavs ut 1855. Hon föddes som Barbara Pankl i Wien. 

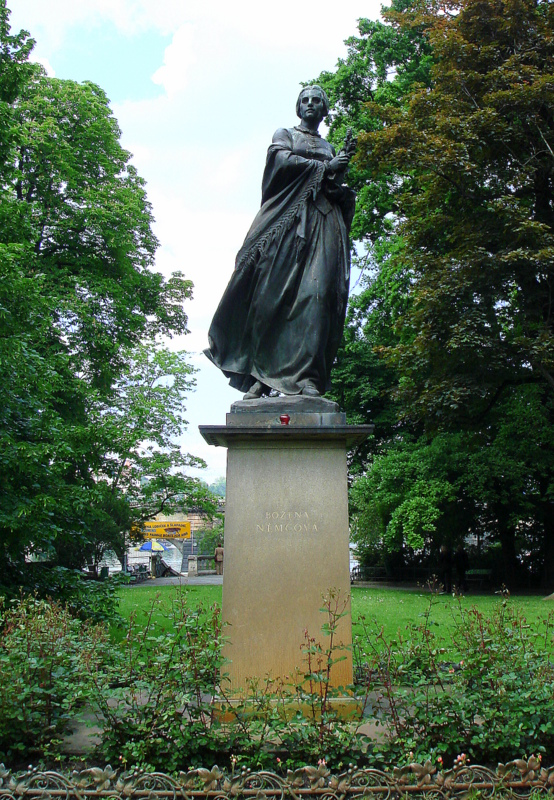
Prag

Hennes adoptivföräldrar var tysk-österrikiska kusken Pankl och tjeckiska pigan Novotná. Det finns inga exakta uppgifter angående Němcovás födelsedatum och hennes verkliga föräldrar. I sin barndom bodde hon i byn Ratibořice, där hennes mormor Magdaléna Novotná spelade en stor roll i hennes liv. Božena Panklová gifte sig med Josef Němec, som var tulltjänsteman och mer än tio år äldre än hon. Han var en böhmisk patriot, som inte gillades av hans överordnade och därför blev förflyttad till olika platser. Det var något som inte gynnade Němcová. De fick fyra barn tillsammans, men äktenskapet var inte lyckligt. Familjen led av brist på pengar och Němcová dog i fattigdom. 
Under tiden när familjen bodde i Prag umgicks Němcová med den tjeckiska, ”själsliga eliten”, bland annat med František Palacký, Pavel Josef Šafařík, František Ladislav Čelakovský, I.J. Hanuš, Josef Kajetán Tyl, Karel Jaromír Erben, Karel Havlíček Borovský och Václav Bolemír Nebeský. Němcovás sätt att berätta var en gåva med vilken hon hänförde bildade människor och författare i Prag.[källa behövs]

## Utmärkelser
Nedslagskratern Němcová på planeten Venus och asteroiden 3628 Božněmcová är uppkallad efter henne.

## Hennes mest kända verk
- Babička (Mormor), 1855
- Čtyry doby (Fyra tider)
- Divá Bára, Dobrý člověk (En bra människa)
- Chýže pod horami
- Karla
- Národní báchorky a pověsti (Nationella sagor och sägner), 1846–1847
- Obrazy okolí domažlického
- Podhorská vesnice (Byn under bergen)
- Slovenské pohádky (Slovakiska sagor)
- V zámku a podzámčí